# Zahrádky (Liberec)
Zahrádky è un comune della Repubblica Ceca facente parte del distretto di Česká Lípa, nella regione di Liberec.

## Monumenti e luoghi d'interesse
- Castello di Vítkovec nella località di  Šváby.